# 国民服

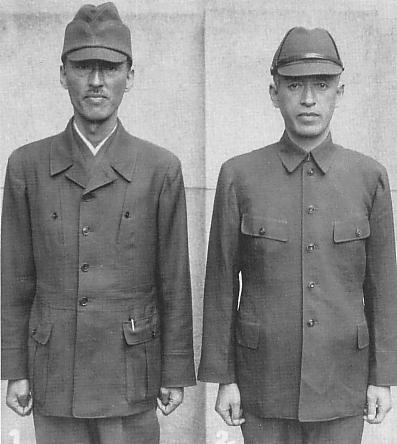
甲号（向かって左）・乙号（右）の国民服。左の人物は甲号上衣を開襟で着ており、その下に日本襟の中衣が見える。帽子は、向かって左が国民服令で定められた烏帽子型で、右が陸軍略帽型。

国民服（こくみんふく）は、1940年（昭和15年）に定められ、太平洋戦争中に使用された日本国民男子の標準服。

## 概要

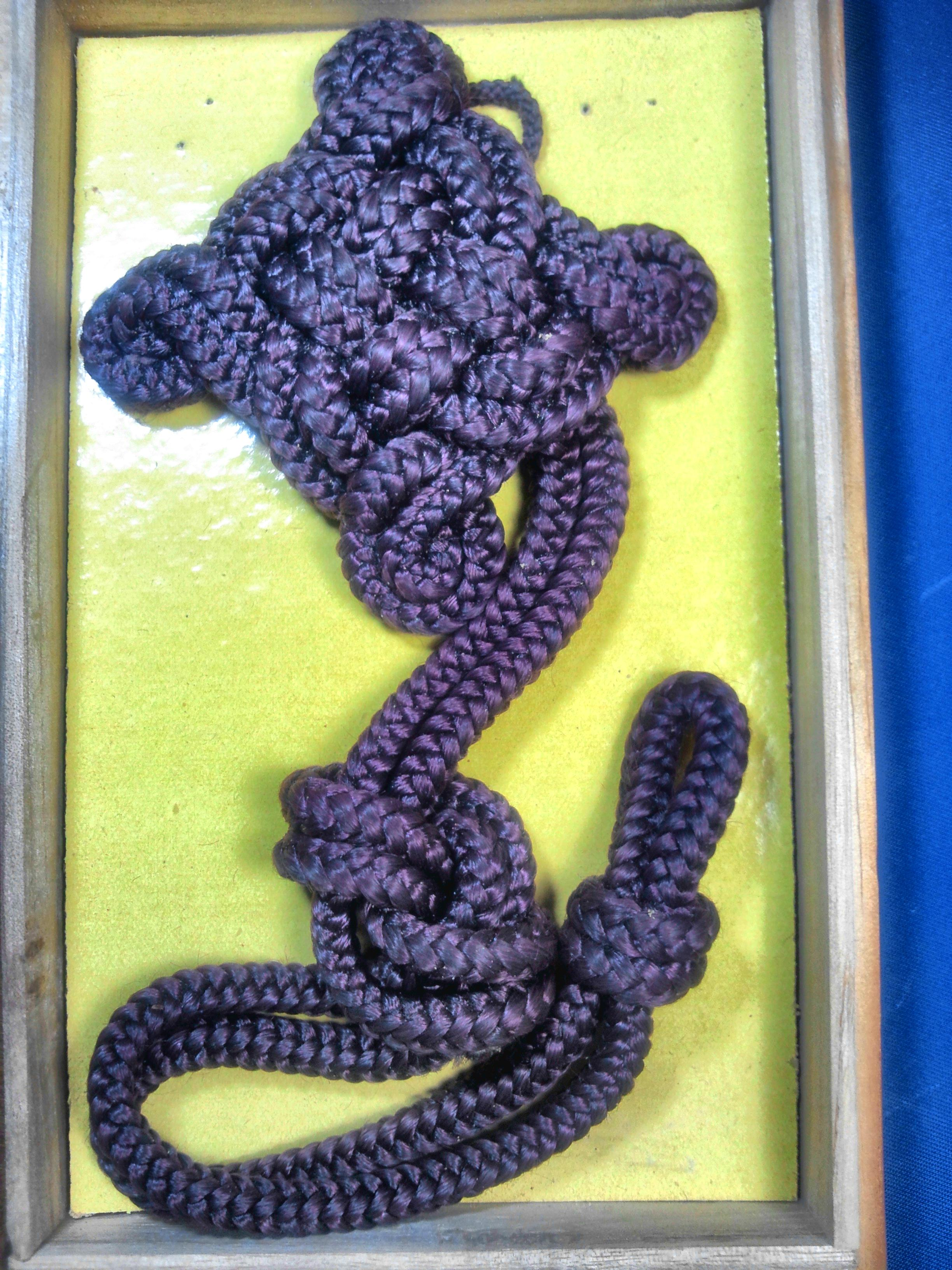
国民服儀礼章

1938年（昭和13年）、厚生省社会局は物価騰貴の対策として国民服の制定に向けた検討を開始。同年4月13日、賀川豊彦、本位田祥男ら有識者、関係団体による庶民経済保護座談会が開催された。この時点の国民服はワイシャツやネクタイを不要とする簡素な服装で、生地は耐久力があり廉価かつ衛生的なものという構想が造られていた。
1940年（昭和15年）に入ると戦時の物資統制令下における国民の衣生活の合理化・簡素化が主目的となり、厚生省及び陸軍省の管理下にあった被服協会により国民服が創定され、その後昭和15年11月1日勅令725号「国民服令」によって法制化された。この時期には、第2次近衛内閣の国務大臣星野直樹の着用姿が映像で確認できる。
ただし、着用が強制されたのではなく、太平洋戦争後半までは着ていない者の方が多かった 。国民服令は昭和22年4月18日法律第72号「日本国憲法施行の際現に効力を有する命令の規定の効力等に関する法律」により失効した。
季節の区別なく着ることができ、改まった席では国民服儀礼章を着用して礼装とすることができるなど合理性も考慮されていた。
1944年5月12日には皇室令を以て、国民服礼装を宮中における男子の通常服に充てられた。
また、1942年以降は全国の生徒・学生の共通通学服としても指定されるなど当時の男子の間で広く採用され、戦時の窮乏生活での繊維材料の資源節約と戦意高揚に一定の効果を発揮した。
もっとも戦時であり自由な数に手に入れることはできなかった。
1942年2月1日からは、衣料品にも配給制度（点数切符制）が導入され、都市部の住民には1人年間100点が与えられた中で、点数化された衣料品を選ぶ制度となっていた。その中で国民服は学生服とならび14点とスーツ一式31点と比べ低い点数とされていた。
国家総力戦にあって、軍服に容易に転換できる服装を普及させることは国防力の充実に寄与した。更に終戦間際には「大東亜戦争陸軍下士官兵服制特例」（昭和19年12月1日勅令第652号）が昭和20年6月22日勅令第384号「大東亜戦争陸軍下士官兵服制特例中改正ノ件」を以って改正された。同改正では、「大東亜戦争陸軍軍人服制特例」へ改題されると共に、軍服の代用として国民服を使用することが認められることになった（同第2条表）。また、この勅令に先立つ沖縄戦でも、市民や学徒たちが防衛隊員として正規軍指導の下で国民服で戦闘に参加している。しかしながら国民服が軍服によく似ていたため、沖縄戦や樺太の戦いなどにおいて、アメリカ軍やソビエト連邦赤軍が国民服を着用した非戦闘員を射殺するという事態も多数発生したとされる。
なお、国民服と同様の主旨から女子の着用が推奨される服装として婦人標準服が1941年から研究され、1942年4月に決定されたが、国民服のように普及はせず、ほとんど着られなかった 。

## 構成及び変遷

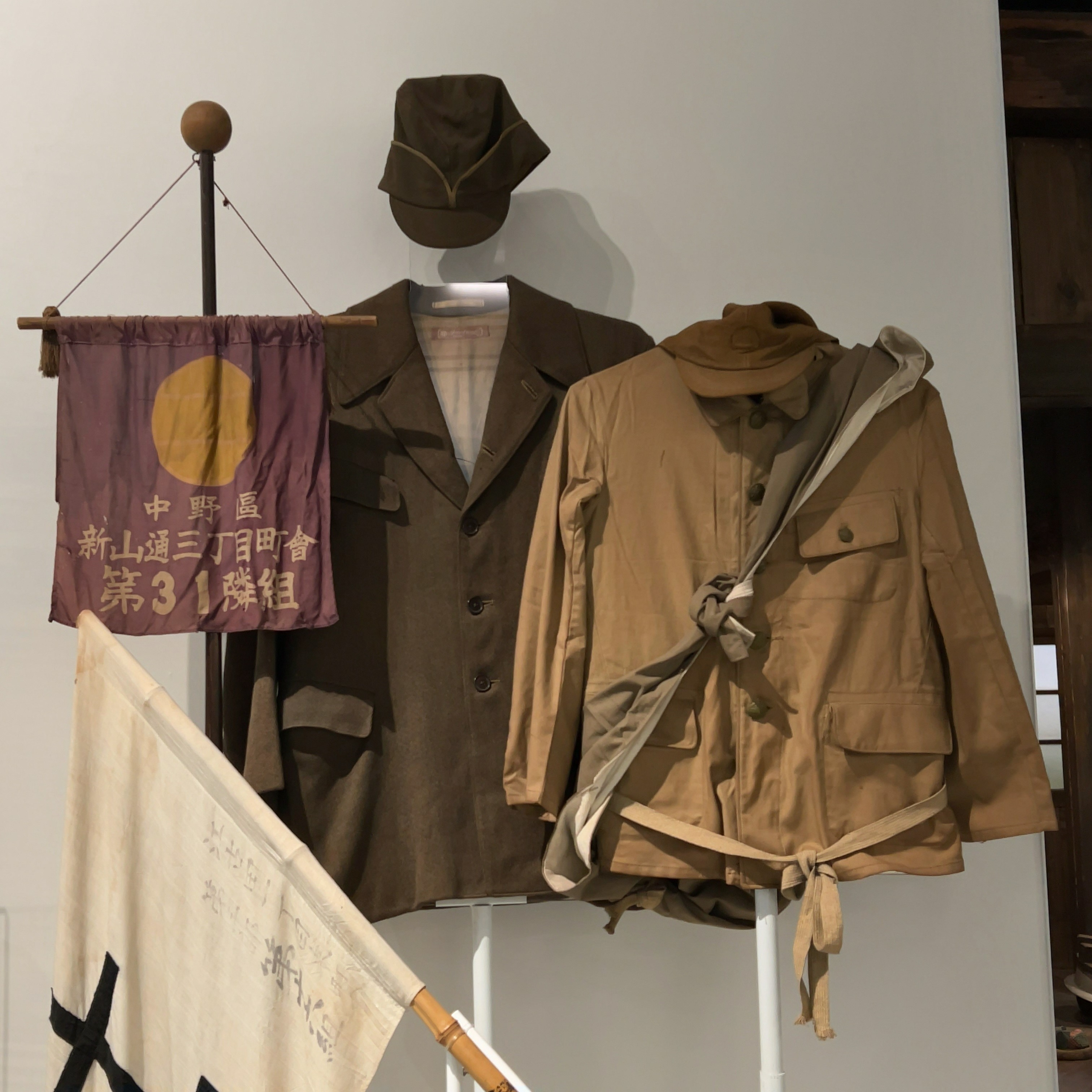
大人用と子供用

被服協会による昭和15年5月5日発行の冊子「国民服（男子用）の手引」では、国民服は上衣、中衣及び袴により構成されるとし、袴の形式については自由としていたが、同年11月の国民服令では、これらに帽子、外套、手袋及び靴が加えられ、袴の制式が定められた（国民服令別表第1）。また、帽子と外套も制式が定められたが、礼装時以外は適宜とされた。
上衣、袴及び礼装時の外套並びに帽子については「茶褐絨又ハ茶褐布（国防色）」と地質（素材や色）が定められたが、色調については軍服のように厳密なものは要求されなかった。また、礼装時の手袋は白色とされた。

### 上衣
5月5日に発表された上衣には1号から4号の4種類があった。何れもシングルブレストの5個ボタンで、胸と腰に4つのポケットが付いていた。
1号（後の甲号）
襟は「立折襟式開襟（小開）」となっており、詰襟と開襟の両方で着こなせた。サイドベンツで袵形と帯形が付き、ポケットは胸が縦型の日本風、腰はフラップ付きのパッチポケットとなっていた。
2号
袵形と帯形が無く、センターベントで胸ポケットはフラップ付きウェルトポケットだった。
3号
背広型仕立てで襟は開襟専用。胸と腰に4つのフラップ付きウェルトポケットがあった。
4号（後の乙号）
3号と同様の仕立てで、襟が立折襟専用となっていた。
11月公布の国民服令では、甲号と乙号の2種類に整理された。甲号は1号のデザインがそのまま受け継がれ、乙号は4号のものが受け継がれた。ただし、乙号の襟は1号と同じ立折襟式開襟でも可とされ、この場合旧3号と4号の兼用とも言える。また、既に3号国民服を作成した者に対しては、襟を改造するだけで乙号国民服とすることが出来、この改造は容易である旨がアナウンスされた。甲号は一般用として推奨されていたのに対し、この頃には乙号（4号）が青少年の団服や制服として普及していたが、一般の使用も推奨されるとされた。

### 中衣
中衣のデザインは日本襟や縦型物入れ（ポケット）といった日本古来の服装の特長を生かしたもので、国民服創定に於いて特に創意工夫されたとしている。ワイシャツ、カラー及びベストを兼ねた服で、ネクタイは不要。合服として単独でも着られた。上衣を開襟にした場合、下にワイシャツとネクタイを着用することが出来、実際にそのような着こなしをしていた者もいたが、これは国民服とは言えず（国民服令第6条）、好ましくないとされた。 
上衣と同様に、5月5日に発表された中衣は1号から4号の4種類あったが、11月の国民服令で甲号と乙号の2種類に整理された。
1号（後の甲号）
形式は1号上衣に準じており、襟がラペルのない日本襟型となっていた。附襟と附袖をことが出来るとされており、腰帯と腰ポケットは自由とされていた。国民服令では甲号となった。この際、帯は分離式と規定され、礼装時には附襟をつけるものとされた。
2号
襟はラペルを付けることができた。両胸にフラップ付きのパッチポケットが付き、腰ポケットは自由とされていた。
3号（後の乙号）
和服合わせ襟形式。背帯を付けることができ、背中又は脇の縫い目にはボックス襞を付けることができた。ポケットは、左胸にウェルトポケット一個で、腰ポケットは自由とされた。国民服令で乙号となった。国民服令では、両腰にウェルトポケットが原則とされ、パッチポケットとすること又は付さないことができるとされた。
4号
立折襟の一般的なワイシャツ形式。

### 帽子
国民服令により新規に制定された帽子は、日本古来の烏帽子をイメージしたもので、寒冷時には両側の折り返しを下ろすことにより耳を覆うことができるようになっていた。また、乙号着用の際は、陸軍の昭和13年制略帽（通称戦闘帽）型のものを使用することもできた。

### 戦争末期の特例
昭和18年勅令第499号「国民服制式特例」により、上衣、袴及び礼装用外套の地質に関する規定が緩和された（国民服制式特例第1条）。また、脚絆の着用が可となり（同3条）、その際に履く、裾をボタン留め出来るデザインの袴が加えられた（同4条）。そして、デザインがシンプルでより軍服（=同時期の九八、若しくは三式軍衣）に近い乙号を中心に製造されるようになっていった。

## 典拠法令
- 昭和15年11月1日勅令第725号「国民服令」
- 昭和18年6月15日勅令第499号「国民服制式特例」

## 満洲国の協和服

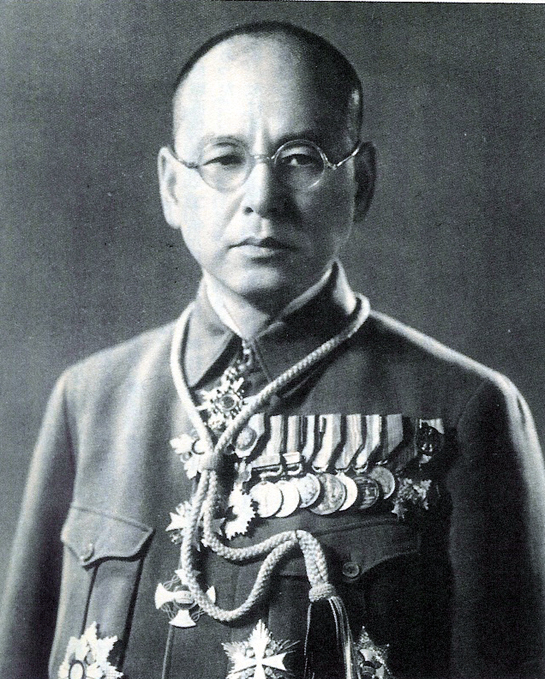
満洲国の協和服を着た甘粕正彦。首からかけた儀礼章を左胸で留めている。

満洲国においては、協和会が定めた「協和（会）服」が存在した。協和服のデザインと色は国民服に似ていたが、考案されたのは1936年（康徳3年 / 昭和11年）で（男性用公式服に定められたのは1938年（康徳5年 / 昭和13年））、国民服より早く登場している。上衣は前ボタンが隠れる比翼仕立てとするのが国民服との主な相違である。また、協和服にも国民服同様に儀礼章が付属した。協和服の儀礼章は、飾緒のような金モールと満洲国の国旗と同じ色をした五色の房からなり、ループタイのように首からかけて玉留めで締め、左胸に房をかける形で佩用し、慶事には房の赤と白、弔事には黒と白の部分を強調することで対応した。